# Bezirksliga (DDR-Fußball)
Als Bezirksliga wurde im DDR-Fußball die höchste Spielklasse eines Bezirks bezeichnet. Abgesehen von den Jahren 1955 bis 1963 bildeten die fünfzehn Bezirksligen die dritthöchste Spielklasse im Spielbetrieb des Deutschen Fußball-Verbandes (DFV) der DDR. Nach der Auflösung der Bezirke im Jahre 1990 wurden im Zuge der Eingliederung des ostdeutschen Fußballs in das bundesdeutsche Ligensystem die Bezirksligen im Sommer 1991 abgeschafft.

## Entstehung
Bis zum Jahr 1952 bildeten die fünf ostdeutschen Länder Mecklenburg, Brandenburg, Sachsen-Anhalt, Sachsen, Thüringen sowie die Hauptstadt Ost-Berlin die größeren Verwaltungseinheiten der DDR. Dementsprechend existierten sechs Landesligen als Unterbau zur DDR-Oberliga und DDR-Liga.
Aufgrund der Verwaltungsreform vom 23. Juli 1952 wurden die Länder auf dem Gebiet der DDR abgeschafft und durch Bezirke ersetzt. Dementsprechend wurden die Landesligen mit Beginn der Fußballsaison 1952/1953 aufgelöst und die Vereine auf die neu geschaffenen Bezirksligen verteilt. Lediglich in Ost-Berlin wurde die bestehende Landesliga nur umbenannt.

## Spielbetrieb
Der Spielbetrieb wurde durch die jeweiligen Bezirksfachausschüsse des DFV organisiert. Die nächstniedrigere Spielklasse in den Bezirken war die Bezirksklasse, die nächsthöhere die zweitklassige DDR-Liga. Zwischen 1955 und 1963 waren die Bezirksligen nur viertklassig, weil in dieser Zeit als dritte Spielklasse die II. DDR-Liga existierte.
In der Regel bestanden die Bezirksligen aus einer Staffel, zeitweise spielten die Bezirksligen auch mit zwei Staffeln. Die Bezirksliga Rostock spielte mit 16 Spielzeiten am längsten in zwei Staffeln, Berlin (1956) und Dresden (1961/1962) waren nur während einer Saison zweigeteilt. Die punktbeste Mannschaft einer Spielzeit wurde Bezirksmeister. Wurde in zwei Staffeln gespielt, trugen die Staffelersten Endspiele um die Bezirksmeisterschaft aus. Rekordmeister war die Mannschaft von Motor Eberswalde, die in der Bezirksliga Frankfurt (Oder) 20-mal den Titel gewann. Gewöhnlich war der Bezirksmeister automatisch für die nächsthöhere Spielklasse qualifiziert. In den Jahren 1953, 1956, 1962, 1963–1970 und 1984–1990 mussten die Bezirksmeister in Aufstiegsrunden. Als 1963 die II. DDR-Liga abgeschafft wurde, hatten die Bezirksligen 64 Mannschaften als Absteiger aufzunehmen. Ähnliches ereignete sich 1984 mit 29 Mannschaften, als die DDR-Liga von fünf auf zwei Staffeln reduziert wurde.

## Reservemannschaften
Ab 1957 spielten zahlreiche zweite Mannschaften von DDR-Liga-Vertretern in den Bezirksligen. Zu den ersten Teams gehörten 1957 Einheit Greifswald II, Warnowwerft Warnemünde II und Lok Weimar II. Mit Dynamo Dresden II war 1961/1962 erstmals eine Oberliga-Reservemannschaft in einer Bezirksliga vertreten. Mit Gründung der Fußballclubs in der Saison 1966/1967 waren diese Mannschaften auch zur DDR-Liga aufstiegsberechtigt.
In der Saison 1975/1976 spielten die zweiten Mannschaften aller in der Oberliga vertretenen Fußballclubs in der DDR-Liga, bis auf den 1. FC Lok Leipzig II und den FC Rot-Weiß Erfurt II, die in der Bezirksliga Leipzig bzw. Erfurt antraten. Ab der Folgesaison galt ein Beschluss des DFV, der die Ausgliederung sämtlicher Reserveteams aus der zweiten Spielklasse (DDR-Liga) vorsah. Eine separate Nachwuchsoberliga für die zweiten Mannschaften der Oberliga wurde gebildet. Die Reservemannschaften der Vereine, deren erste Mannschaften die oberste Spielklasse nicht halten konnten, wurden in den Folgejahren in die Bezirksligen eingegliedert (zum Beispiel FC Vorwärts Frankfurt/Oder II 1978/1979). Umgekehrt verließen die Zweitvertretungen von Oberligaaufsteigern die Bezirksligen in die Nachwuchsoberliga.
Nach Abschaffung der Nachwuchsoberliga zum Ende der Saison 1982/1983 wurden die Nachwuchsmannschaften wieder als 2. Mannschaften in die Bezirksligen mit Aufstiegsrecht eingegliedert. Diese Regelung hatte bis zum Ende der Spielzeit 1988/89 Bestand, als die letzten beiden verbliebenen Reservemannschaften in der Liga (BFC II und Dynamo Dresden II) ihren Startplatz an andere Gemeinschaften (BSG Bergmann-Borsig Berlin und TSG Meißen) abgaben und wie die Bezirksligateams der Erstligisten im Zuge der Wiedereinführung der Nachwuchsoberliga aufgelöst wurden.

## Auflösung
Kurz vor Abschluss des Einigungsvertrages verabschiedete die Volkskammer der DDR am 22. Juli 1990 das „Verfassungsgesetz zur Bildung von Ländern in der Deutschen Demokratischen Republik“ (Ländereinführungsgesetz). Danach sollten im Oktober desselben Jahres die DDR-Bezirke aufgelöst und an deren Stelle die neuen Bundesländer Mecklenburg-Vorpommern, Brandenburg, Sachsen-Anhalt, Thüringen und Sachsen gegründet werden. Die bisherige DDR-Hauptstadt wurde dem Land Berlin zugeordnet.
Bis auf das künftige Territorium von Mecklenburg-Vorpommern wurden daraufhin zu Saisonbeginn im Sommer 1990 die Landesligen als neue dritthöchste Spielklasse im DDR-Fußball eingeführt. Unterhalb der neugeschaffenen Landesligen Brandenburg, Sachsen-Anhalt, Thüringen und Sachsen blieben die Bezirksligen zunächst bestehen. Die Bezirksliga Berlin wurde dagegen als eigene Staffel in die bereits bestehende Landesliga Berlin eingegliedert. Nach Beendigung der Saison 1990/91 und der anschließenden Eingliederung des DDR-Fußballs in den gesamtdeutschen Spielbetrieb wurden die Bezirksligen bis auf die Bezirksligen Dresden, Leipzig und Chemnitz in Sachsen aufgelöst. Die betreffenden Mannschaften gehörten fortan den nunmehr viertklassigen Landesligen an, die um die Landesliga Mecklenburg-Vorpommern erweitert wurden. Darüber fungierte die aus der Oberliga hervorgegangene Fußball-Oberliga Nordost, in deren drei Staffeln die bisherigen Landesligisten spielten.

## Rekord-Bezirksmeister
| Bezirk                   | Mannschaft                                | Titelzahl |
| ------------------------ | ----------------------------------------- | --------- |
| Rostock                  | BSG Motor Stralsund                       | 6         |
| Schwerin                 | Veritas Wittenberge                       | 9         |
| Neubrandenburg           | Empor/TSG Neustrelitz                     | 9         |
| Potsdam                  | Motor Hennigsdorf                         | 9         |
| Frankfurt (Oder)         | Motor Eberswalde                          | 18        |
| Cottbus                  | Aktivist Brieske-Senftenberg              | 7         |
| Magdeburg                | Lok Halberstadt                           | 7         |
| Halle                    | Chemie Wolfen                             | 6         |
| Erfurt                   | Motor Rudisleben, Motor/Robotron Sömmerda | 6         |
| Gera                     | Wismut Gera II                            | 6         |
| Suhl                     | Empor/Chemie Ilmenau                      | 8         |
| Dresden                  | TSG Gröditz                               | 6         |
| Leipzig                  | Motor Altenburg                           | 5         |
| Chemnitz/Karl-Marx-Stadt | FC Karl-Marx-Stadt II                     | 6         |
| Berlin                   | Lichtenberg 47                            | 8         |